# Arxius d'Oriola
Els arxius d'Oriola acullen important documentació on es conté gran part de la història d'Oriola, de la seua antiga Governació, de l'actual província d'Alacant i de l'antic Regne de València.
El conjunt documental de la ciutat ha sofrit importants pèrdues a causa de la Guerra de Successió o la Guerra Civil, que van fer perdre gran part de l'arxiu de l'església de Santa Justa i Rufina o del santuari de la Mare de Déu de Montserrat. També va suposar una gran pèrdua de documentació l'acció desamortizadora de la Llei de Desamortització del ministre Mendizábal, que va fer perdre nombrosa documentació de convents, monestirs i de la Universitat, i fins i tot de l'Ajuntament, que van passar a l'Arxiu Històric Nacional.
En l'actualitat existeixen diversos arxius, les titularitats dels quals són públiques i privades, entre els quals destaquen en aquestes últimes els arxius propietat de l'Església catòlica pel nombre i antiguitat dels seus documents. Alguns dels arxius són:

## Arxius Públics
- Arxiu Històric d'Oriola: situat a la Biblioteca Fernando de Loazes. Declarat Bé d'Interès Cultural per la llei valenciana d'arxius de 2005.[3]
- Arxiu Municipal d'Oriola: situat a la Biblioteca Municipal María Moliner.[4]

## Arxius Eclesiàstics
- Arxiu de la Catedral d'Oriola: situat a la catedral de la ciutat amb documents des del segle xiv fins a l'actualitat.[5]
- Arxiu Diocesà d'Oriola: situat al Seminari Diocesà d'Oriola.[6]
- Arxiu Parroquial de l'Església de les Santes Justa i Rufina[6]
- Arxiu Parroquial de l'Església de Santiago: amb documentació des del segle xv fins a l'actualitat.[6]

## Arxius Privats
- Arxiu del Marqués de Rafal. Conté documentació des del segle xvii. Conté una important col·lecció de protocols notarials del segle xvii.
- Arxiu del Comte de la Granja. Conté documentació des del segle xvii.
- Arxiu Caixa Rural Central. Conté documentació des del segle xviii.

Existeixen a més nombrosos arxius privats d'importància, així com els arxius conventuals que contenen una part important de la història local.

## Llibre dels Repartiments

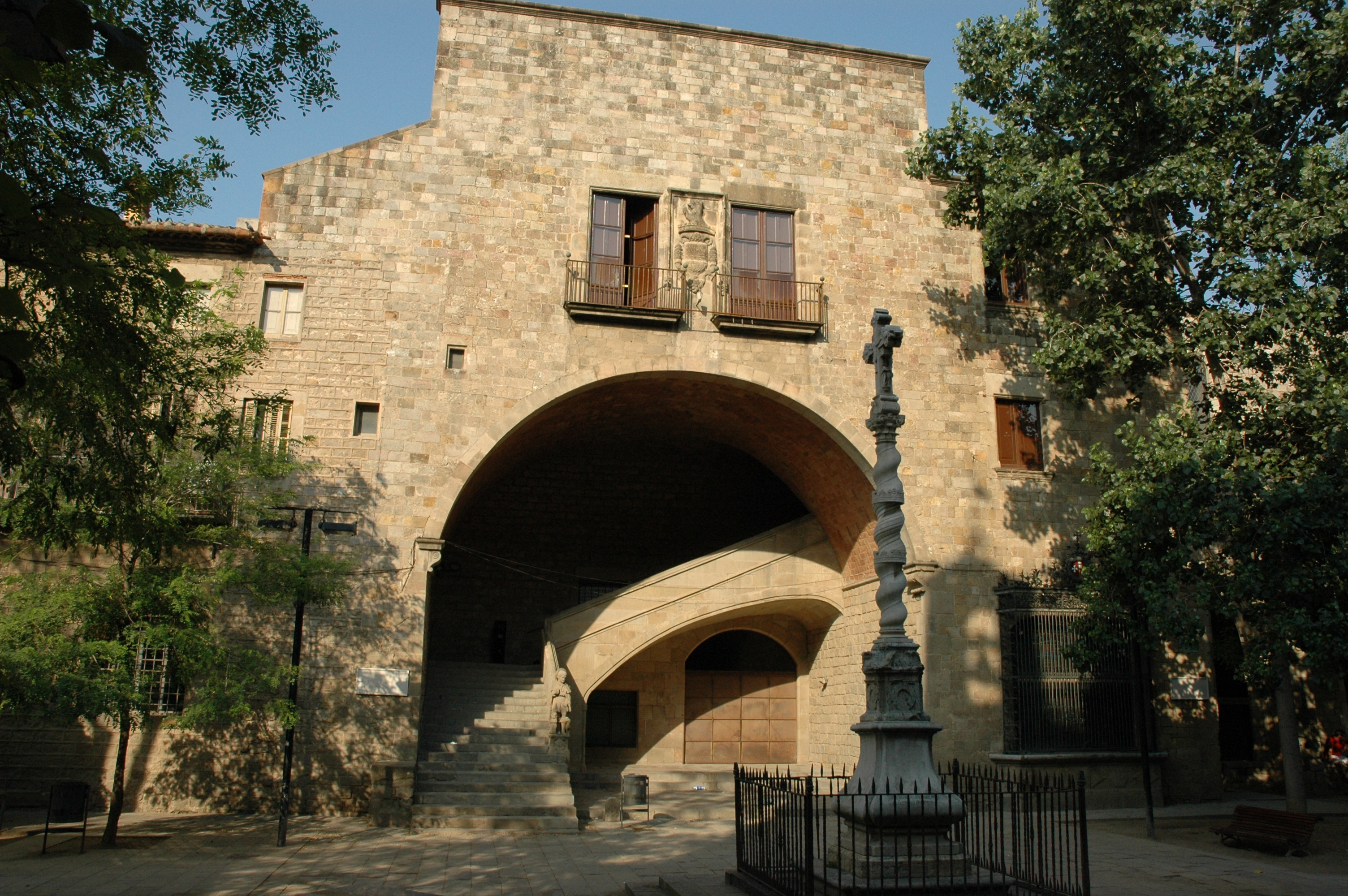
Biblioteca de Catalunya, lloc on es troba actualment el Llibre dels Repartiments.

El Llibre dels Repartiments dels terres entre vehins de la molt Noble i Lleial i Insigne Ciutat d'Oriola és l'únic testimoni dels repartiments de terres d'Oriola i de la comarca del Baix Segura duts a terme després de la reconquesta cristiana l'any 1243. El llibre consta de tapes de fusta i en cuir, i 87 fulls escrits a mà en lletra gòtica. Va ser redactat entre 1265 i 1314, probablement el 1310.
Aquest còdex, considerat un dels símbols des de l'època medieval d'Oriola al costat del Gloriós Estendard de l'Oriol, el Llibre de Privilegis i l'escut, va ser sostret entre els anys 1907 i 1908 i comprat per un llibreter català entre els anys 1920 i 1922. Poc temps després va ser adquirit per la Diputació de Barcelona i actualment el llibre es troba a la Biblioteca de Catalunya.
La seua devolució ha sigut demanada fins a cinc ocasions: el 1931, 1991, 1995, 2002 i 2006, tant per l'Ajuntament d'Oriola com per la Generalitat Valenciana, però mai no ha sigut realitzada. El 23 d'abril de 2010 va ser cedit per a la celebració dels seus 700 anys fins al 25 de juliol del mateix any, dia de finalització de les Festes de la Reconquesta i va ser exposat al Museu arqueològic comarcal d'Oriola, dins de l'exposició «Oriola Foral».